# Otto Lienau
Otto Lienau (* 1. April 1877 in Berlin; † 4. Oktober 1945 in Neustadt (Holstein)) war ein deutscher Schiffbauingenieur und Hochschullehrer an der Technischen Hochschule Danzig.
Lienau war ein Sohn des Musikverlegers Robert Emil Lienau und ein Bruder des Musikverlegers Robert Heinrich Lienau. Er studierte ab 1896 Schiffbau an der Technischen Hochschule München und an der Technischen Hochschule (Berlin-)Charlottenburg. Nach der bestandenen Diplom-Hauptprüfung blieb er zunächst als Assistent an der Berliner Hochschule und nahm 1904 eine Stellung bei der AG Weser in Bremen an. 1909 erhielt er die Professur für Praktischen Schiffbau und Statik der Schiffskonstruktion an der Technischen Hochschule Danzig. Er lehrte bis 1939 und war im Studienjahr 1930/1931 Rektor der Hochschule.
Lienau untersuchte in Theorie und Empirie Schiffsboden und Decksbeplattung. Ferner erforschte er die Geschichte des Schiffbaus. 1933 wurden unter seiner Leitung die Reste von drei Wikingerschiffen geborgen, wiederhergestellt und im Landesmuseum der Freien Stadt Danzig in Oliva ausgestellt wurden. Auffällig war seine aus zeitgenössischen Quellen erarbeitete Rekonstruktion des Kaperschiffes Peter von Danzig (ein Kraweel). Lienau gehörte dem Verein Deutscher Ingenieure, dem Institute of Naval Architects in London und der Schiffbautechnischen Gesellschaft (seit 1908) an.

## Schriften
- Die Bootsfunde von Danzig-Ohra aus der Wikingerzeit (= Quellen und Darstellungen zur Geschichte Westpreußens. 17, ZDB-ID 515293-8). Danziger Verlags-Gesellschaft, Danzig 1934.
- Der Teppich von Bayeux. Ein Zeuge nordisch-germanischer Schiffbaukunst (= Schiffahrtstechnische Forschungshefte. Heft 11, ZDB-ID 880612-3). Strauß, Vetter & Co., Berlin 1941.
- Geschichte und Aussehen des großen Kraweels „Der Peter von Danzig“ 1462–1475. Versuch einer Rekonstruktion (= Schiffahrtstechnische Forschungshefte. Heft 13). Strauß, Vetter & Co., Berlin 1942.